# L'Hôtellerie portugaise
L'Hôtellerie portugaise és una òpera en un acte composta per Luigi Cherubini sobre un llibret francès de Étienne Aignan. S'estrenà al Théâtre Feydeau de París el 25 de juliol de 1798.